# Tuchan
Tuchan je francouzská obec v departementu Aude v regionu Languedoc-Roussillon. V roce 2009 zde žilo 827 obyvatel. Je centrem kantonu Tuchan.